# Poiana Ilvei
Poiana Ilvei é uma comuna romena localizada no distrito de Bistrița-Năsăud, na região histórica da Transilvânia. A comuna possui uma área de 13.92 km² e sua população era de 1620 habitantes segundo o censo de 2007.